# جائزة دبي الدولية للقرآن الكريم
جائزة دبي الدولية للقرآن الكريم هي جائزة دولية انطلقت في دبي تسعى لأن تكون الرائدة والمتميزة على مستوى العالم الإسلامي في مجال خدمة القرآن الكريم وعلومه وتكريم حفظته. انطلقت عام 1418 هـ الموافق 1997م بأمر من الشيخ محمد بن راشد آل مكتوم حاكم دبي. تنظم الجائزة مسابقات دولية ومحلية لحفظة القرآن الكريم من شتى أنحاء العالم وفق معايير عادلة ومتميزة. تكرم الجائزة حفظة القرآن، والشخصيات الإسلامية البارزة، والمؤسسات العلمية والدعوية، وتحرص أن يكون تكريمها الأفضل على مستوى العالم الإسلامي. تشرف الجائزة على مراكز تحفيظ القرآن الكريم بدبي، وتحرص على التواصل مع المراكز القرآنية داخل الدولة، وتسعى لتنشيط تحفيظ القرآن الكريم. تهتم الجائزة بخدمة علوم القرآن الكريم وتنظيم الملتقيات والندوات والمحاضرات ذات الصلة بالدراسات والأنشطة القرآنية، وتسعى لنشر الثقافة القرآنية. تستثمر الجائزة الفرص المتاحة والبيئة الاجتماعية في إمارة دبي لتحقيق أهدافها، وتهتم بتنمية روح العمل الجماعي والتطوعي.

## فروع المسابقة
تتوزع أنشطة الجائزة اليوم في الفروع التالية:
- جائزة شخصية العام الإسلامية
- مصحف الشيخ خليفة بن زايد آل نهيان
- مركز الشيخ محمد بن راشد آل مكتوم للمخطوطات القرآنية
- المسابقة الدولية للقرآن الكريم
- مسابقة الشيخة فاطمة بنت مبارك الدولية للقرآن الكريم للإناث
- مسابقة الشيخة هند بنت مكتوم للقرآن الكريم
- مسابقة أجمل ترتيل
- مسابقة الحافظ المواطن
- تحفيظ القرآن في المؤسسات العقابية الإصلاحية بدبي
- المحاضرات والندوات
- البحوث والدراسات
- تعليم القراءات

## أهداف الجائزة

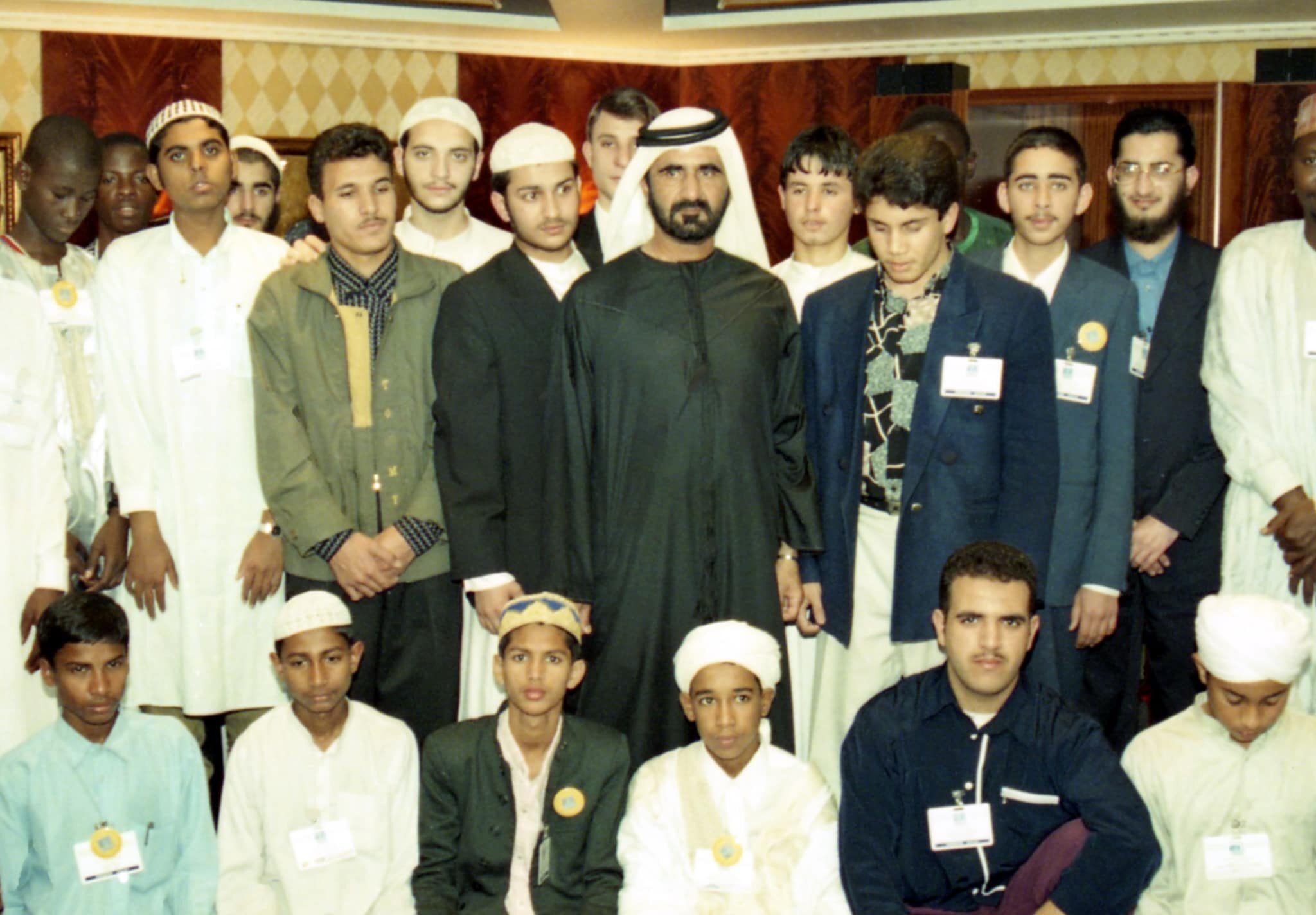
سمو الشيخ محمد بن راشد آل مكتوم مع مجموعة من المشاركين في جائزة دبي الدولية للقرآن الكريم في دوراتها الأولى

تهدف الجائزة إلى خدمة كتاب الله والارتقاء بالمستوى العام للأداء القرآني من خلال ما يلي:
- تحفيز الأجيال الناشئة على الالتزام بدينها وإدراك واجباتها تجاه عقيدتها ورسالتها الإسلامية.
- إيجاد روح التنافس في مجال حفظ القرآن الكريم والتشجيع على بذل المزيد من الجهد والوقت للحفظ والتلاوة.
- تكريم المتميزين من حفظة القرآن الكريم.
- إبراز الوجه الإسلامي للدولة، وتأكيد دورها في خدمة أبناء العالم الإسلامي تأكيد القيم الإسلامية، وأهمية دورها في الحياة.
- تكريم الشخصيات أو الجهات التي قامت بخدمة الإسلام في العالم بشكل متميز.

## الوحدات الإدارية العاملة بالجائزة
- وحدة المسابقات
- وحدة شؤون التحفيظ
- وحدة الشؤون الإدارية والمالية
- وحدة العلاقات العامة
- وحدة الإعلام
- وحدة المحاضرات والندوات
- وحدة البحوث والدراسات

## شخصية العام الإسلامية
شخصية العام الإسلامية هي إحدى فروع جائزة دبي الدولية للقرآن الكريم تهدف إلى خدمة الإسلام والمسلمين من خلال تكريم الشخصيات التي قدمت إسهاماً متميزاً في المجالات الشرعية والفكرية والعلمية، وإبراز الوجه الحضاري للإسلام وإسهامه في تقدم البشرية وإثراء الفكر الإنساني. وكان أول الحاصلين على الجائزة في الدورة الأولى لها عام 1997 م - 1418 هـ الشيخ محمد متولي الشعراوي.

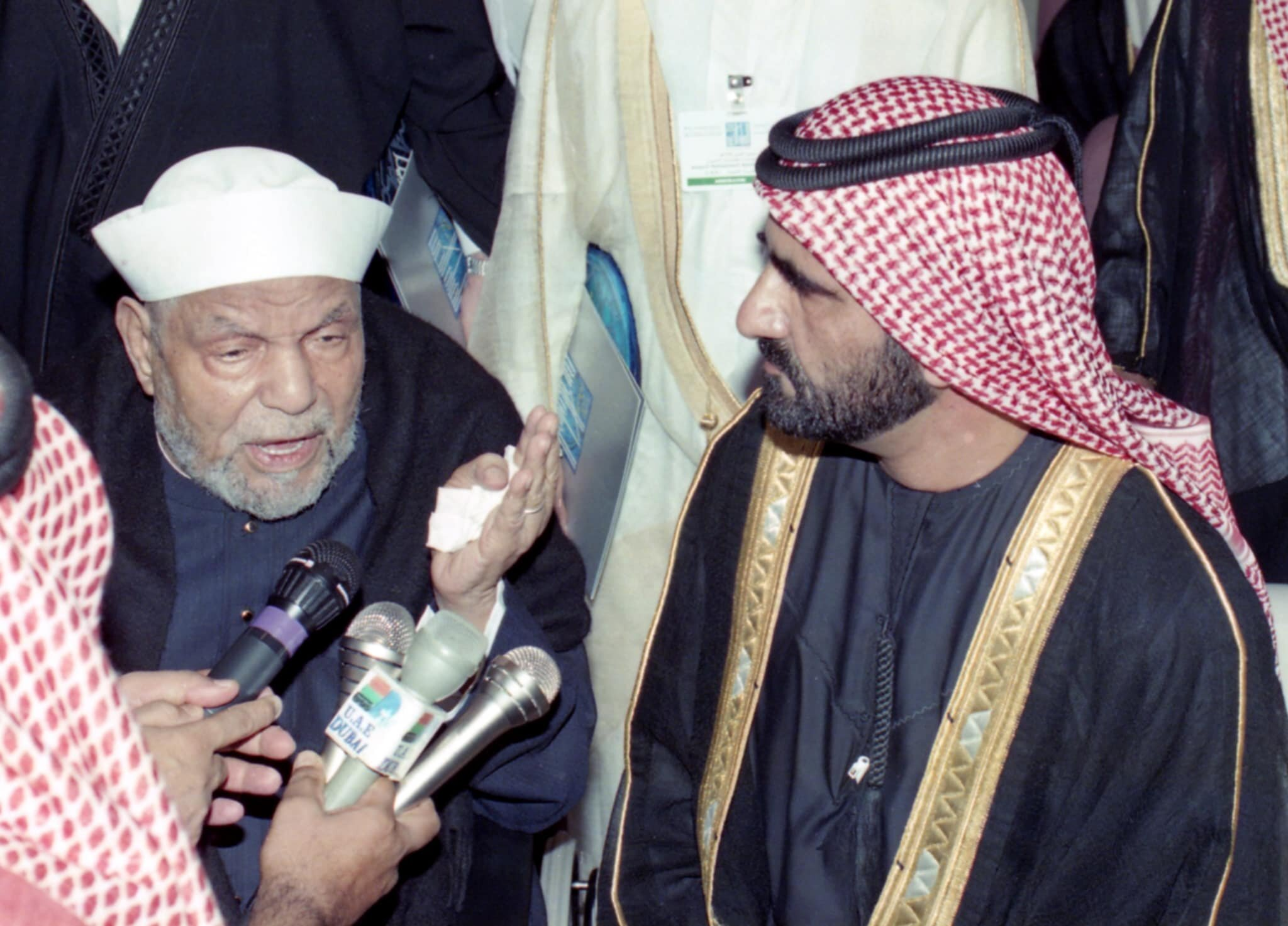
سمو الشيخ محمد بن راشد أثناء استقبال الشيخ محمد متولي الشعراوي خلال الدورة الأولى من جائزة دبي الدولية للقرآن الكريم - يناير، 1998

| #  | العام الهجري | العام الميلادي | اسم شخصية العام                                  |
| -- | ------------ | -------------- | ------------------------------------------------ |
| 1  | 1418         |                | الشيخ محمد متولي الشعراوي                        |
| 2  | 1419         |                | الشيخ أبو الحسن علي ندوي                         |
| 3  | 1420         |                | الشيخ زايد بن سلطان آل نهيان                     |
| 4  | 1422         |                | د.علي عزت بيغو فيتش                              |
| 5  | 1423         |                | د.عبد الله بن عبدالمحسن التركي                   |
| 6  | 1424         |                | جامع الأزهر                                      |
| 7  | 1425         |                | د.محمد سعيد رمضان البوطي                         |
| 8  | 1426         |                | د.عبد الرحمن السديس                              |
| 9  | 1427         |                | د.زغلول النجار                                   |
| 10 | 1428         |                | الشيخ محمد علي الصابوني                          |
| 11 | 1429         |                | مجمع الملك فهد لطباعة المصحف الشريف              |
| 12 | 1430         |                | د. مراد هـوفمان                                  |
| 13 | 1431         |                | عبد الرحمن سوار الذهب                            |
| 14 | 1432         |                | الشيخ خليفة بن زايد آل نهيان                     |
| 15 | 1433         |                | الشيخ يوسف أستس                                  |
| 16 | 1434         |                | الدكتور ذاكر عبد الكريم نايك                     |
| 17 | 1434         |                | الدكتور أحمد الطيب                               |
| 18 | 1435         |                | الشيخة فاطمة بنت مبارك                           |
| 19 | 1436         |                | الشيخ محمد علي بن الشيخ عبد الرحمن سلطان العلماء |
| 20 | 1438         |                | الملك سلمان بن عبد العزيز آل سعود                |
| 21 | 1439         |                | الدكتور علي عبد الرحمن الحذيفي                   |
| 22 | 1440         |                | جمعة الماجد                                      |
| 23 | 1441         |                | هيئة آل مكتوم الخيرية                            |
| 24 | 1442         |                | الشيخ إبراهيم الأخضر بن علي القيم                |
| 25 | 1443         |                | الأستاذ الدكتور أحمد عمر إبراهيم هاشم            |
| 26 | 1444         |                | الشيخة هند بنت مكتوم بن جمعة آل مكتوم            |

## الإصدارات
تقوم وحدة البحوث والدراسات في الجائزة بإصدار عدد من الكتب في مجالات الدراسات القرآنيّة ودراسات السيرة النبوية ودراسات السنة النبوية والإعجاز العلمي في القرآن الكريم، ومنها:

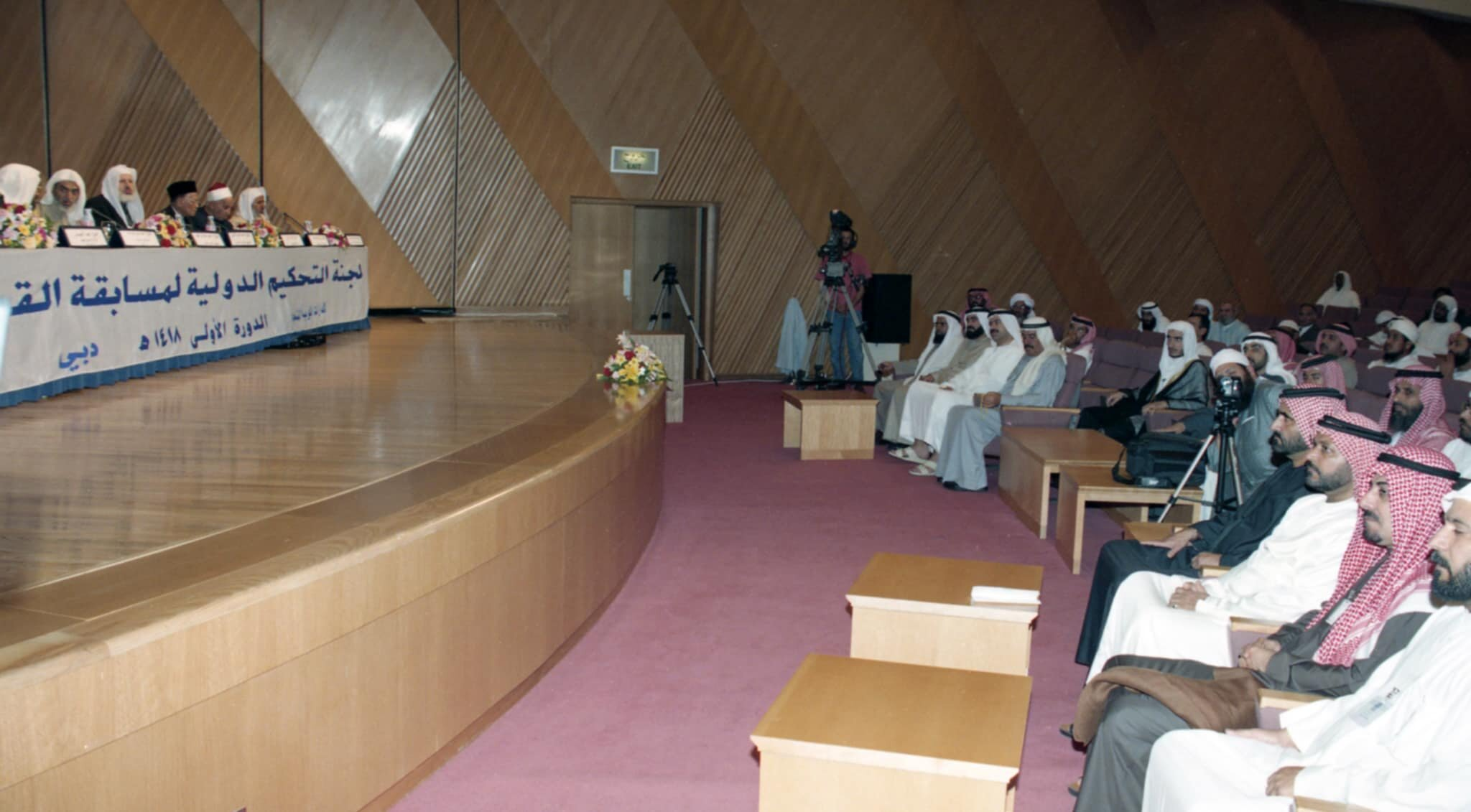
جانب من الدورة الأولى لجائزة دبي الدولية للقرآن الكريم، يظهر فيها سمو الشيخ محمد بن راشد ومعالي محمد القرقاوي وسعادة إبراهيم بوملحة وعدد من الشخصيات واللجنة الدولية المحكمة

| - إشراقات الرقم سبعة - في القرآن الكريم - مباحث في البلاغة - وإعجاز القرآن الكريم - الخصائص الموضوعية والأسلوبية - تنزيل الآيات على الواقع - عند المفسرين - التصوير البياني في حديث القرآن - كتاب الأسس الدعوية والحضارية - في أنوار النبوة - كتاب محمد رسول - التراتيب النبوية درسة تاريخية في ضوء صحيح البخاري - كتاب الأول - سيرة الرسول - الكتاب الثاني - غزوات الرسول - الكتاب الثالث - زوجات الرسول - معجزة الترتيب القراني - كتاب سنريهم آياتنا في الآفاق نهائي - ظواهر كونية بين العلم والإيمان - التوازن البيئي بين العلم والإيمان - المقتطف من بينات الاعجاز العددي - مفردة يعقوب بن إسحاق الحضرمي - أبي علي الحسن بن إبراهيم الأهوازي - ليلة القدر - في القرآن والسنة - الصحيح في - فضائل القرآن - وسوره وآياته - تطور دراسات- السنة النبوية - نهضتها المعاصرة وآفاقها - درة التنزيل وغرة التأويل للخطيب الإسكافي | - العلوم الهندسية والرياضية في القرآن والسنة - الدّكتوُر ا لمهَندِس خالد فائق صدِّيق العبيدي - الهندسة الوصفية في القرآن والسنة - الدّكتوُر ا لمهَندِس خالد فائق صدِّيق العبيدي - المساحة وعلوم الارض في القرآن والسنة - الدّكتوُر ا لمهَندِس خالد فائق صدِّيق العبيدي - القوى والإجهادات في القرآن والسنه - الدّكتوُر ا لمهَندِس خالد فائق صدِّيق العبيدي - علوم الهندسة المعمارية في القرآن والسنة - علوم الهندسة المدنية في القرآن والسنة - علوم هندسة التربة والهندسة الزراعية في القرآن والسنة - علوم هندسة المياه والري في القرآن والسنة - علوم البيئة وهندستها في القرآن والسنة - علومُ الهندَسَة الميكانيكية والحرارية - علومُ الهندَسَة الصناعية والإدَاريّة | - علومُ الهندَسَة الذرية والنووية - علومُ الهندَسَة الكيميائية والحياتية - علوم هندسة المواد والهندسة الجزيئية - العلوم والهندسة العسكرية - علوم الهندسة الكهربائية والالكترونية - علوم الهندسة الضوئية اللونية والبصرية - علوم هندسة النقل والإتصالات - علوم هندسة الصوتيات واللفظيات - علوم وهندسة الزمن - تأملات في سورة مريم - آيات الرفعة في القرآن الكريم |
| --- | --- | --- |

## الفائزون
| الدورة | السنة | المركز الأول            | البلد            | المركز الثاني           | البلد            | المركز الثالث             | البلد    |
| ------ | ----- | ----------------------- | ---------------- | ----------------------- | ---------------- | ------------------------- | -------- |
| 22     | 2018  | احمد برهان محمد         | الولايات المتحدة | حمزه البشير سالم حرشه   | ليبيا            |                           |          |
| 22     | 2018  | احمد برهان محمد         | الولايات المتحدة | محمد بن عبد القادر معرف | تونس             |                           |          |
| 23     | 2019  | معاذ محمود عامر         | ليبيا            | أحمد عشيري              | المغرب           |                           |          |
| 23     | 2019  | معاذ محمود عامر         | ليبيا            | إبراهيم معاذ            | النيجر           |                           |          |
| 24     | 2021  | محمد عبد الرحمن ابوقاسم | سوريا            | عبد الغني مصطفى يحي     | الولايات المتحدة | مزمل احمد محمد احمد       | السودان  |
| 25     | 2022  | بوبكر عبد الهادي راجع   | الجزائر          | الحاج شيخ جاه           | السنغال          |                           |          |
| 25     | 2022  | بوبكر عبد الهادي راجع   | الجزائر          | نادي سعد جابر محمد      | مصر              |                           |          |
| 26     | 2023  | صالح أحمد تكريم         | بنغلاديش         | عباس هادي عمر           | إثيوبيا          | خالد سليمان صالح البركاني | السعودية |
| 27     | 2024  | محمد عدنان عبد الله     | البحرين          | ناجي عطيه ناجي          | ليبيا            | شيخ تيجان صالح            | غامبيا   |
| 27     | 2024  | محمد عدنان عبد الله     | البحرين          | ناجي عطيه ناجي          | ليبيا            | مظاهر شعيب                | الفلبين  |

## بريد الإمارات تصدر طابعاً بريدياً احتفاءً بالجائزة
في 2022 أصدرت "مجموعة بريد الإمارات"، بالتعاون مع جائزة دبي الدولية للقرآن الكريم، طابعاً بريدياً تذكارياً احتفاءً بمرور خمسة وعشرين عاماً على تأسيس الجائزة والتعريف ببعض أنشطة الجائزة وتوثيقها.

## جائزة الشيخة فاطمة بنت مبارك الدولية للقرآن الكريم[12]
| الدورة | السنة | المركز الأول          | البلد  | المركز الثاني        | البلد     | المركز الثالث                        | البلد            |
| ------ | ----- | --------------------- | ------ | -------------------- | --------- | ------------------------------------ | ---------------- |
| 2      | 2017  | هديل خالد عوض جبارة   | فلسطين | رملة حسن             | فنلندا    | إسراء حسام عبد الغني أحمد أبوالعينين | البحرين          |
| 2      | 2017  | هديل خالد عوض جبارة   | فلسطين | رملة حسن             | فنلندا    | نورا محمد أحمد                       | الولايات المتحدة |
| 7      | 2023  | سندس سعيد محمد صيداوي | الأردن | أمة الرحمن بديع كليب | البحرين   | ياسمين ولد دالي                      | الجزائر          |
| 7      | 2023  | سندس سعيد محمد صيداوي | الأردن | أمة الرحمن بديع كليب | البحرين   | مصلحة جمال الدين                     | إندونيسيا        |
| 7      | 2023  | سندس سعيد محمد صيداوي | الأردن | أمة الرحمن بديع كليب | البحرين   | أسماء عبد الرحمن عبد الله عبد الملك  | اليمن            |
| 8      | 2024  | صفية محمد طاهر        | السويد | خديجة سيد المختار    | موريتانيا | فاتي حسن راشد                        | كينيا            |

## الروابط الخارجية
- جائزة دبي الدولية للقرآن الكريم
- صفحة جائزة دبي الدولية للقرآن الكريم على الفيسبوك  على فيسبوك.
- جائزة دبي الدولية للقرآن الكريم على تويتر
- قناة جائزة دبي الدولية للقرآن الكريم على يوتيوب